# Langenthal-Jura-Bahn
| Streckennummer (BAV): | 413 (Langenthal–Niederbipp) 411 (Niederbipp–Oensingen) |                                        |                                      |
| Fahrplanfeld: | 413                                                    |                                        |                                      |
| Streckenlänge: | 10.99 km                                               |                                        |                                      |
| Spurweite: | 1000 mm (Meterspur)                                    |                                        |                                      |
| Stromsystem: | 1200 V =                                               |                                        |                                      |
| Maximale Neigung: | 65 ‰                                                   |                                        |                                      |
| |                                                        |                                        |                                      |
| \| \| 0.00 \| Langenthal \| 472 m ü. M. \| \| \| \| Rollbockanlage \| \| \| \| \| Depot und Werkstätte \| \| \| \| 1.10 \| Langenthal Gaswerk \| 465 m ü. M. \| \| \| \| LMB nach St. Urban–Melchnau \| \| \| \| \| NBS Mattstetten–Rothrist (seit 2004) \| \| \| \| 2.44 \| Hard-Mumenthal \| 461 m ü. M. \| \| \| 2.83 \| Aarwangen Vorstadt \| 449 m ü. M. \| \| \| 3.20 \| Aarwangen \| 436 m ü. M. \| \| \| 3.99 \| Aarwangen Schloss \| 415 m ü. M. \| \| \| 4.19 \| Aare Aarwangen 96 m \| 412 m ü. M. \| \| \| 4.84 \| Bannwil Kleben früher Aarwangen Kleben \| 435 m ü. M. \| \| \| 5.92 \| Bannwil \| 452 m ü. M. \| \| \| 7.36 \| Kulminationspunkt \| 485 m ü. M. \| \| \| 8.79 \| Holzhäusern \| 462 m ü. M. \| \| \| 9.75 \| Scharnageln \| 462 m ü. M. \| \| \| 10.34 \| Niederbipp Dorf \| 465 m ü. M. \| \| \| \| von Solothurn \| \| \| \| \| SNB von Solothurn \| \| \| \| 10.99 \| Niederbipp \| 468 m ü. M. \| \| \| \| Niederbipp Industrie \| \| \| \| \| Oensingen \| 462 m ü. M. \| \| \| \| OeBB nach Balsthal \| \| \| \| \| nach Olten \| \| \| \| \| Oensingen Stampfe \| \| \| \| \| Oensingen Schulhaus \| 459 m ü. M. \| |                                                        |                                        |                                      |
| Kopfbahnhof Streckenanfang | 0.00                                                   | Langenthal                             | 472 m ü. M.                          |
| Strecke nach links · Abzweig geradeaus und von rechts |                                                        | Rollbockanlage                         | Rollbockanlage                       |
| Abzweig geradeaus und nach links |                                                        | Depot und Werkstätte                   | Depot und Werkstätte                 |
| Haltepunkt / Haltestelle | 1.10                                                   | Langenthal Gaswerk                     | 465 m ü. M.                          |
| Abzweig geradeaus und nach rechts |                                                        | LMB nach St. Urban–Melchnau            | LMB nach St. Urban–Melchnau          |
| Kreuzung geradeaus oben |                                                        | NBS Mattstetten–Rothrist (seit 2004)   | NBS Mattstetten–Rothrist (seit 2004) |
| Haltepunkt / Haltestelle | 2.44                                                   | Hard-Mumenthal                         | 461 m ü. M.                          |
| Haltepunkt / Haltestelle | 2.83                                                   | Aarwangen Vorstadt                     | 449 m ü. M.                          |
| Bahnhof | 3.20                                                   | Aarwangen                              | 436 m ü. M.                          |
| Haltepunkt / Haltestelle | 3.99                                                   | Aarwangen Schloss                      | 415 m ü. M.                          |
| Brücke über Wasserlauf | 4.19                                                   | Aare Aarwangen 96 m                    | 412 m ü. M.                          |
| ehemaliger Haltepunkt / Haltestelle | 4.84                                                   | Bannwil Kleben früher Aarwangen Kleben | 435 m ü. M.                          |
| Bahnhof | 5.92                                                   | Bannwil                                | 452 m ü. M.                          |
| Kulminations-/Scheitelpunkt | 7.36                                                   | Kulminationspunkt                      | 485 m ü. M.                          |
| Haltepunkt / Haltestelle | 8.79                                                   | Holzhäusern                            | 462 m ü. M.                          |
| Haltepunkt / Haltestelle | 9.75                                                   | Scharnageln                            | 462 m ü. M.                          |
| Haltepunkt / Haltestelle | 10.34                                                  | Niederbipp Dorf                        | 465 m ü. M.                          |
| Strecke von links · Kreuzung geradeaus unten |                                                        | von Solothurn                          | von Solothurn                        |
| Strecke · Abzweig geradeaus und von links |                                                        | SNB von Solothurn                      | SNB von Solothurn                    |
| Bahnhof · Bahnhof | 10.99                                                  | Niederbipp                             | 468 m ü. M.                          |
| Strecke · Haltepunkt / Haltestelle |                                                        | Niederbipp Industrie                   | Niederbipp Industrie                 |
| Bahnhof · Kopfbahnhof Strecke ab hier außer Betrieb |                                                        | Oensingen                              | 462 m ü. M.                          |
| Abzweig geradeaus und nach links · Kreuzung (Strecke geradeaus außer Betrieb) |                                                        | OeBB nach Balsthal                     | OeBB nach Balsthal                   |
| Strecke nach rechts · Strecke (außer Betrieb) |                                                        | nach Olten                             | nach Olten                           |
| Haltepunkt / Haltestelle (Strecke außer Betrieb) |                                                        | Oensingen Stampfe                      | Oensingen Stampfe                    |
| Haltepunkt / Haltestelle Streckenende (Strecke außer Betrieb) |                                                        | Oensingen Schulhaus                    | 459 m ü. M.                          |

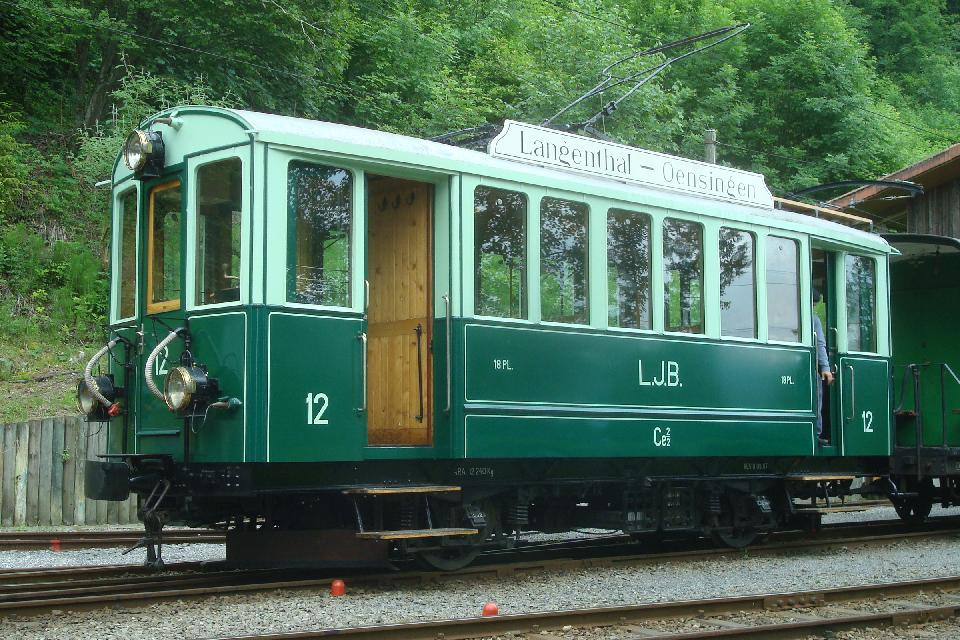
Historischer Motorwagen Ce 2/2 12 der ehemaligen Langenthal-Jura-Bahn, heute Aare Seeland mobil, aus dem Jahre 1907, bei der Museumsbahn Blonay-Chamby im Chamby-Musée (Chaulin), im Frühling 2010

Die Langenthal-Jura-Bahn (LJB) ist eine ehemalige Bahngesellschaft in der Schweiz. Sie fusionierte 1958 mit der Langenthal-Melchnau-Bahn (LMB) zu den Oberaargau-Jura-Bahnen (OJB), welche daraufhin die dazumal noch 11 km lange, meterspurige LJB-Strecke von Langenthal nach Niederbipp betrieb. Nach weiteren Fusionen ist die Bahnstrecke seit 1999 Teil der Aare Seeland mobil (ASm).

## Geschichte
Die Langenthal-Jura-Bahn mit Sitz in Langenthal eröffnete am 26. Oktober 1907 ihre mehrheitlich im Kanton Bern gelegene, meterspurige Bahnstrecke von Langenthal über Niederbipp nach Oensingen Schulhaus, im Kanton Solothurn. Schon bei Eröffnung war die Strecke vollständig mit 1200 Volt Gleichstrom elektrifiziert. Es wurden u. a. Triebwagen vom Typ LJB CFe 4/4 eingesetzt.
Langenthal wurde auch der Ausgangspunkt der am 6. Oktober 1917 eröffneten meterspurigen Langenthal-Melchnau-Bahn (LMB), deren eigene Strecke nach Melchnau erst an der Station Gaswerk, als Abzweig der Langenthal–Jura-Bahn-Strecke begann. Eine Zusammenarbeit war von Anbeginn geplant, so wählte die LMB nicht nur dasselbe Stromsystem, sondern übertrug gleich die gesamte Betriebsführung an die Langenthal-Jura-Bahn. Mit Eröffnung der Solothurn-Niederbipp-Bahn (SNB) am 9. Januar 1918 entstand in Niederbipp eine weitere Gleisverbindung zu einer Meterspurbahn. Auch die SNB suchte den Kontakt zur LJB, schloss mit dieser einen Betriebsvertrag ab, übernahm das Stromsystem der Langenthal–Jura-Bahn und führte einzelne Züge bis nach Oensingen.
Berührungspunkte zu den Schweizerischen Bundesbahnen (SBB) hatte die Langenthal-Jura-Bahn an den Stationen Langenthal, Niederbipp und Oensingen SBB. Auf dem Abschnitt Niederbipp–Oensingen stand sie in direkter Konkurrenz zu den SBB, wo sie sich anfänglich gut behaupten konnte. Zwar hatte sie aufgrund der schlechteren Trassierung als Strassenbahn eine längere Fahrzeit, bot allerdings einen wesentlich besseren Fahrplan, als es die SBB dazumal im Regionalverkehr taten. Die Trassierung erlaubte zudem Oensingen etwas feiner zu erschliessen und mit dem dichteren Fahrplan vermochte man die Arbeiterschaft der Unternehmen in der Balsthaler Klus (unter anderem Von Roll) auf die Langenthal-Jura-Bahn respektive ab 1918 auf die SNB zu lenken; die Klus selber wird seit 1899 von der normalspurigen Oensingen-Balsthal-Bahn (OeBB) erschlossen.
Als die SBB in den folgenden Jahren den Regionalverkehr auf der Strecke Olten–Oensingen–Solothurn stark ausbauten, brachen die Passagierzahlen ein; die SNB nach Solothurn war über die gesamte Strecke gegenüber den SBB nicht mehr konkurrenzfähig und konzentrierte sich auf die Bedienung der Unterwegshalte zwischen Solothurn und Niederbipp. Mangels Fahrgästen legte die LJB schliesslich am 14. Mai 1928 den unrentabelsten, etwa eineinhalb Kilometer langen Abschnitt Oensingen SBB–Oensingen Schulhaus still und brach ihn daraufhin ab.
Im Laufe des Zweiten Weltkriegs geriet die Langenthal-Jura-Bahn in finanzielle Not und ersuchte die Behörden um Finanzhilfen. Seine Zustimmung machte der Kanton Bern im Wesentlichen von der Aufgabe des knapp zweieinhalb Kilometer langen Streckenabschnitts Niederbipp–Oensingen abhängig; dieser war längst der Konkurrenz durch die SBB unterlegen und unrentabel, er war in Staatsstrassen verlegt und mangels Unterhalt in schlechtem Zustand, und zudem führte er in einen anderen Kanton. So kam es, dass am 9. Mai 1943 der Betrieb eingestellt und die Gleisanlage umgehend abgebaut wurde – Eisen und Kupfer waren in den Kriegsjahren begehrte Rohstoffe und in der Not eine willkommene Zusatzeinnahme. Niederbipp wurde damit – von als Abstellgleisen genutzten Resten der Strecke – zum Kopfbahnhof für LJB und SNB.
Der gut 40-jährigen Zusammenarbeit zwischen Langenthal-Jura-Bahn und LMB folgte schliesslich auch der rechtliche Zusammenschluss: per 1. Januar 1958 fusionierten die Langenthal-Jura-Bahn und die LMB zu den Oberaargau-Jura-Bahnen (OJB). In der Folge wurde 1959 mit der SNB ein neuer Zusammenarbeitsvertrag abgeschlossen. Mit dem Vertrag wurde die LJB/OJB-Werkstätte Langenthal auch Werkstätte der SNB, die für den Fahrzeugunterhalt auf eine eigene Einrichtung verzichten konnte.
Ab Fahrplanwechsel im Dezember 2012 wird die Strecke wieder bis nach Oensingen Bahnhof bedient. Die neue Strecke liegt parallel zu den SBB-Geleisen zwischen Niederbipp und Oensingen, und erhält noch eine Haltestelle zur Erschliessung des dortigen Industriegebietes. Diese Strecke ist nicht identisch mit der ursprünglichen Linienführung zwischen Niederbipp und Oensingen.

## Rollschemelverkehr
Um normalspurige Güterwagen auf der Meterspurstrecke zu befördern, wurde am 29. Dezember 1909 die erste Rollschemelanlage der Schweiz in Langenthal in Betrieb genommen, über die Zustellpunkte bis Aarwangen bedient wurden. Am 7. März 1913 wurde die Strecke der möglichen Zustellpunkte auf Bannwil erweitert. Auf der LMB sind seit ihrer Eröffnung ebenfalls Zustellungen bis nach Melchnau möglich. Mit Eröffnung der SNB am 9. Januar 1918 wurde in Niederbipp eine weitere Rollschemelanlage in Betrieb genommen, die auch von der LJB genutzt wird und von Niederbipp her Zustellpunkte bis Bannwil erschliesst, womit seit 1943 auf der gesamten LJB-Strecke Zustellungen möglich sind.